# Marlene Mizzi
Marlene Mizzi, född 24 december 1954 i Rabat på Malta, är en maltesisk politiker. Mizzi satt i Europaparlamentet från 2013 till 2019. Sedan 2020 är hon maltesisk ambassadör i Sverige och Norge.

## Karriär
År 2013 blev Mizzi den första maltesiska kvinnan som blev invald i Europaparlamentet. Under sin första valperiod från 2013 till 2014 var vice ordförande av utskottet för ekonomi och valutafrågor. Hon var även ledamot av delegationen till den gemensamma parlamentariska AVS-EU-församlingen och delegationen till den parlamentariska församlingen för unionen för Medelhavsområdet samt suppleant i utskottet för miljö, folkhälsa och livsmedelssäkerhet.
Under Mizzis andra valperiod från 2014 till 2019 var hon vice ordförande av utskottet för framställningar. Hon var även ledamot av utskottet för den inre marknaden och konsumentskydd och delegationen till den gemensamma parlamentariska AVS-EU-församlingen samt suppleant i utskottet för kultur och utbildning och delegationen för förbindelserna med Folkrepubliken Kina.
År 2020 utsågs Mizzi till Maltas ambassadör i Sverige och Norge.